# Canottaggio ai Giochi della XVI Olimpiade - Quattro con maschile
La competizione del Quattro con maschile dei Giochi della XVII Olimpiade si è svolta dal 23 al 27 novembre 1956 al bacino del lago Wendouree a Ballarat.

## Programma
| Data             | Round        | Note                                                 |
| ---------------- | ------------ | ---------------------------------------------------- |
| 23 novembre 1956 | 3 Batterie   | I primi due alle semifinali. I restanti ai recuperi. |
| 24 novembre 1956 | 2 Recuperi   | I vincitori alle semifinali.                         |
| 26 novembre 1956 | 2 Semifinali | I primi 2 in finale.                                 |
| 27 novembre 1956 | Finale       |                                                      |

## Risultati

### Batterie
| Pos. | Nazione          | Atleti                                                                              | Tempo  |
| ---- | ---------------- | ----------------------------------------------------------------------------------- | ------ |
| 1    | Italia           | Alberto Winkler, Romano Sgheiz Angelo Vanzin, Franco Trincavelli Tim. Ivo Stefanoni | 7'00"0 |
| 2    | Unione Sovietica | Andrey Arkhipov, Yury Popov Valentin Zanin, Yaroslav Cherstvy Tim. Anatoly Fetisov  | 7'07"5 |
| 3    | Nuova Zelanda    | Peter Lucas, Ray Laurent Donald Gemmell, Allan Tong Tim. Colin Johnstone            | 7'16"2 |

| Pos. | Nazione   | Atleti                                                                             | Tempo  |
| ---- | --------- | ---------------------------------------------------------------------------------- | ------ |
| 1    | Svezia    | Olle Larsson, Gösta Eriksson Ivar Aronsson, Evert Gunnarsson Tim. Bertil Göransson | 6'57"9 |
| 2    | Danimarca | Elo Tostenæs, Mogens Sørensen Børge Hansen, Tage Grøndahl Tim. John Vilhelmsen     | 7'05"3 |
| 3    | Finlandia | Kauko Hänninen, Reino Poutanen Veli Lehtelä, Toimi Pitkänen Tim. Matti Niemi       | 7'16"2 |

| Pos. | Nazione     | Atleti                                                                              | Tempo  |
| ---- | ----------- | ----------------------------------------------------------------------------------- | ------ |
| 1    | Stati Uniti | James Wynne, Douglas Turner James McMullen, Ronald Cardwell Tim. Edward Masterson   | 7'01"8 |
| 2    | Australia   | Gordon Cowey, Kevin McMahon Reg Libbis, Mick Allen Tim. John Jenkinson              | 7'01"9 |
| 3    | Brasile     | André Richer, Ruy Kopper Nelson Guarda, José de Carvalho Filho Tim. Sylvio de Souza | 7'13"9 |
| 4    | Cuba        | José Roa, Enrique Torres José Romero Santos, José Hurdado Tim. Virgilio Ara         | 7'14"3 |

### Recuperi
| Pos. | Nazione       | Atleti                                                                      | Tempo  |
| ---- | ------------- | --------------------------------------------------------------------------- | ------ |
| 1    | Nuova Zelanda | Peter Lucas, Ray Laurent Donald Gemmell, Allan Tong Tim. Colin Johnstone    | 7'16"6 |
| 2    | Cuba          | José Roa, Enrique Torres José Romero Santos, José Hurdado Tim. Virgilio Ara | 7'28"2 |

| Pos. | Nazione   | Atleti                                                                              | Tempo  |
| ---- | --------- | ----------------------------------------------------------------------------------- | ------ |
| 1    | Finlandia | Kauko Hänninen, Reino Poutanen Veli Lehtelä, Toimi Pitkänen Tim. Matti Niemi        | 7'09"8 |
| 2    | Brasile   | André Richer, Ruy Kopper Nelson Guarda, José de Carvalho Filho Tim. Sylvio de Souza | 7'25"7 |

### Semifinali
| Pos. | Nazione       | Atleti                                                                              | Tempo  |
| ---- | ------------- | ----------------------------------------------------------------------------------- | ------ |
| 1    | Italia        | Alberto Winkler, Romano Sgheiz Angelo Vanzin, Franco Trincavelli Tim. Ivo Stefanoni | 7'54"4 |
| 2    | Australia     | Gordon Cowey, Kevin McMahon Reg Libbis, Mick Allen Tim. John Jenkinson              | 7'59"8 |
| 3    | Danimarca     | Elo Tostenæs, Mogens Sørensen Børge Hansen, Tage Grøndahl Tim. John Vilhelmsen      | 8'08"4 |
| 4    | Nuova Zelanda | Peter Lucas, Ray Laurent Donald Gemmell, Allan Tong Tim. Colin Johnstone            | 8'30"7 |

| Pos. | Nazione          | Atleti                                                                             | Tempo  |
| ---- | ---------------- | ---------------------------------------------------------------------------------- | ------ |
| 1    | Svezia           | Olle Larsson, Gösta Eriksson Ivar Aronsson, Evert Gunnarsson Tim. Bertil Göransson | 8'01"8 |
| 2    | Finlandia        | Kauko Hänninen, Reino Poutanen Veli Lehtelä, Toimi Pitkänen Tim. Matti Niemi       | 8'08"1 |
| 3    | Unione Sovietica | Andrey Arkhipov, Yury Popov Valentin Zanin, Yaroslav Cherstvy Tim. Anatoly Fetisov | 8'14"0 |
| 4    | Stati Uniti      | James Wynne, Douglas Turner James McMullen, Ronald Cardwell Tim. Edward Masterson  | 8'24"3 |

### Finale
| Pos.    | Nazione   | Atleti                                                                              | Tempo  |
| ------- | --------- | ----------------------------------------------------------------------------------- | ------ |
| Oro     | Italia    | Alberto Winkler, Romano Sgheiz Angelo Vanzin, Franco Trincavelli Tim. Ivo Stefanoni | 7'19"4 |
| Argento | Svezia    | Olle Larsson, Gösta Eriksson Ivar Aronsson, Evert Gunnarsson Tim. Bertil Göransson  | 7'22"4 |
| Bronzo  | Finlandia | Kauko Hänninen, Reino Poutanen Veli Lehtelä, Toimi Pitkänen Tim. Matti Niemi        | 7'30"9 |
| 4       | Australia | Gordon Cowey, Kevin McMahon Reg Libbis, Mick Allen Tim. John Jenkinson              | 7'31"1 |